# Casillas (kommunhuvudort)
Casillas är en kommunhuvudort i Spanien.   Den ligger i provinsen Provincia de Ávila och regionen Kastilien och Leon, i den centrala delen av landet, 70 km väster om huvudstaden Madrid. Casillas ligger 1 048 meter över havet och antalet invånare är 838.
Terrängen runt Casillas är huvudsakligen kuperad, men västerut är den bergig. Terrängen runt Casillas sluttar söderut. Runt Casillas är det glesbefolkat, med 18 invånare per kvadratkilometer. Närmaste större samhälle är Sotillo de la Adrada, 4,0 km söder om Casillas. Omgivningarna runt Casillas är i huvudsak ett öppet busklandskap.